# Цецка Цачева
Цецка Цачева Данговска (болг. Цецка Цачева Данговска; нар. 24 травня 1958, Драгана) — болгарська юристка та політична діячка, співзасновниця партії ГЄРБ, голова Народних зборів (2009–2013, 2014—2017; перша жінка на цій посаді).

## Біографія
Закінчила школу математичного профілю у Плевені (1976) і юридичний факультет Софійського університету ім. Святого Климента Охридського. Після отримання освіти рік стажувалася у Суді Плевенської області. Її професійна кар'єра почалася як адвоката у міській адміністрації Плевена, а 1988 року вона очолила групу міських адвокатів. 1992 року отримала членство в регіональній палаті адвокатів.
2006 року стала однією із засновників партії Громадяни за європейський розвиток Болгарії (ГЄРБ). Вона була лідером цієї групи у Плевені. 2007 року невдало змагалась за посаду мера цього міста, отримала мандат депутата міської ради.
Цецка Цачева одружена, має сина. Вільно володіє німецькою та російською мовами.
2016 року брала участь у президентських виборах з кандидатом у віцепрезиденти Пламеном Манушевим, у другому турі яких програла Румену Радеву.